# Vallata dello Stilaro
Vallata dello Stilaro este o arie protejată (arie specială de conservare — SAC, sit de importanță comunitară — SCI) din Italia întinsă pe o suprafață de 669 ha, integral pe uscat.

## Localizare
Centrul sitului Vallata dello Stilaro este situat la coordonatele 38°27′37″N 16°30′44″E / 38.460278°N 16.512222°E.

## Înființare
Situl Vallata dello Stilaro a fost declarat sit de importanță comunitară în septembrie 1995 pentru a proteja 2 specii de plante. Situl a fost protejat și ca arie specială de conservare în iunie 2017.

## Biodiversitate
Situată în ecoregiunea mediteraneană, aria protejată conține 11 habitate naturale: Tufărișuri termo-mediteraneene și de pre-deșert, Izvoare petrifiante cu formare de travertin (Cratoneurion), Pante stâncoase calcaroase cu vegetație casmofită, Pseudostepă cu ierburi și specii anuale de Thero-Brachypodietea, Râuri mediteraneene cu debit intermitent, cu specii de Paspalo-Agrostidion, Vegetație anuală la limita mareei, Păduri de Quercus ilex și Quercus rotundifolia, Galerii de Salix alba și de Populus alba, Râuri mediteraneene cu debit permanent cu specii de Paspalo-Agrostidion și galerii riverane de Salix și de Populus alba, Galerii și tufărișuri riverane sudice (Nerio-Tamaricetea și Securinegion tinctoriae), Râuri mediteraneene cu debit permanent și vegetație de Glaucium flavum.
La baza desemnării sitului se află mai multe specii protejate de  plante (2): Dianthus rupicola, Woodwardia radicans.
Pe lângă speciile protejate, pe teritoriul sitului au mai fost identificate 10 specii de plante, 3 specii de amfibieni, 2 specii de reptile.